# Juan Ignacio Alsina
Juan Ignacio Alsina (Baradero, 3 de octubre de 1855-Las Lajas, 16 de julio de 1927) fue un ingeniero argentino que se desempeñó como gobernador del Territorio Nacional del Neuquén entre 1902 y 1903.

## Biografía
Nació en Baradero (provincia de Buenos Aires) en 1855.
Como ingeniero, integró una comisión que relevó la región ubicada entre los ríos Neuquén y Agrio. Luego se radicó en el territorio del Neuquén, fundando un establecimiento agropecuario en cercanías de la futura localidad de Las Lajas y una sociedad ganadera en 1884. También instaló un saladero, exportando carne salada a Chile, y dirigió la construcción del primer canal de riego en la zona.
En 1902, durante la segunda presidencia de Julio Argentino Roca, fue designado gobernador del Territorio Nacional del Neuquén, desempeñando el cargo hasta 1903. Fue el quinto gobernador titular y el primer civil. En su gestión, fomentó la industria agropecuaria y forestal y solicitó la construcción de un ferrocarril para conectar Neuquén y Concepción (Chile). Además, intentó trasladar la capital territorial de Chos Malal a Las Lajas, donde se encontraban sus instalaciones ganaderas y se hallaba instalado un campamento militar cuyo terreno había donado.
Entre finales de 1902 y principios de 1903, llegaron a la prensa de Buenos Aires y a las autoridades nacionales, comentarios en contra al traslado de la capital y denuncias de abusos de la policía territorial por parte de algunos vecinos y comerciantes del territorio. Aquellos obtuvieron el apoyo del primer gobernador Manuel José Olascoaga. El gobierno de Roca reaccionó enviado comisionados en noviembre de 1902 y abril de 1903 para investigar y registrar las denuncias. En el mes de julio de ese año, los oficiales policiales denunciados fueron dados de baja y exonerados. Alsina presentó su renuncia, siendo sucedido por los gobernadores interinos Domingo Bravo y Joaquín Da Rocha. En 1911, el pueblo de Las Lajas solicitaría que se instalase allí la capital neuquina.
En sus últimos años continuó en sus tareas agropecuarias y estableció un aserradero. Falleció en Las Lajas en 1927.